# Heilige des östlichen Christentums
Viele Kirchenväter wie z. B. Clemens von Alexandria, einige bekannte Bischöfe wie Nikolaus von Myra, einige Mönche wie Maron oder Charbel, Frauen der Kirche (z. B. von Helena bis Rebekka Ar Rayès) und einige Päpste (Anicetus, Theodor I.) stammen aus dem Bereich des östlichen Christentum.
Einige Heilige werden sowohl von den Ostkirchen als auch der römisch-katholischen Kirche anerkannt, wobei es auch Heilige gibt, die nur von einer der beiden Kirchen anerkannt werden (z. B. Photios I. oder Rebekka Ar Rayès). Dies trifft in der Regel für Heilige zu, die nach dem Morgenländischen Schisma gelebt haben. Es gibt ferner auch eine Anzahl von Heiligen bzw. Seligen aus der Neuzeit.

## Von Katholiken und Orthodoxen verehrt
- Thekla von Ikonium (2. Jh.), Heilige und Protomärtyrerin
- Helena (* 248; † 330)
- Katharina von Alexandrien (3. oder 4. Jh.), Heilige, eine der Vierzehn Nothelfer
- Antonius der Große (* um 251?; † 356), ägyptischer Mönch,
- Clemens von Alexandria (* 150; † 215), griechisch-ägyptischer Theologe,
- Nikolaus von Myra († 6. Dezember 326 oder 345 oder 351), Bischof und Heiliger
- Daniel Stylites (~409; † 493), Säulensteher, Heiliger
- Georg († 303), Märtyrer
- Johannes von Damaskus (ca. 650–749), Kirchenvater
- Johannes Chrysostomos (344–404), Patriarch
- Gregor von Nyssa (* um 335, † nach 394), Kirchenlehrer, Bischof

## Nur von Orthodoxen verehrt
- Photios I.
- Nektarios von Ägina, griechisch orthodoxer Heiliger (* 1846; † 1920)

## Nur von Katholiken verehrt
- Maron von Beit († 410), Mönch und Eremit
- Scharbel Machluf (* 1828; † 1898), 1977 hl.
- Rebekka Ar Rayès (* 1832; † 1914), 2001 hl.
- Nimatullah al-Hardini (* 1808; † 1858), 2004 hl.